# Nematologia

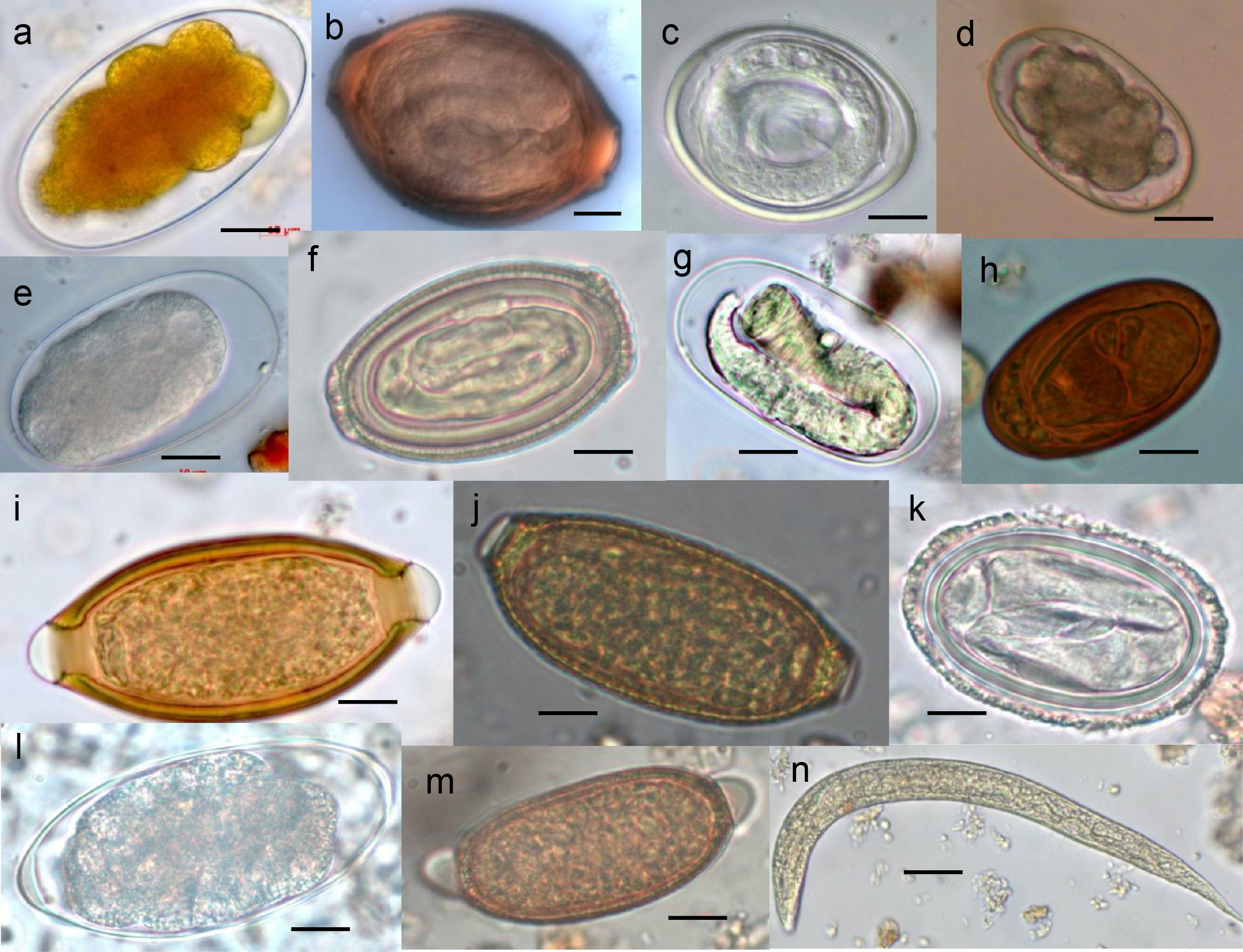
Ovos (a maioria de nematódeos) em fezes de primatas selvagens

Nematologia é a disciplina científica voltada para o estudo de nematóides. Embora a investigação nematológica remonte aos dias de Aristóteles ou mesmo antes, a nematologia como uma disciplina independente teve seu início reconhecível em meados do século XIX. Nematologia inclui estudos de nematóides de vida livre, nematóides entomopatogênicos e nematóides parasitas de animais, expandindo assim o escopo da patologia de plantas para ecologia, entomologia, zoologia e parasitologia. Além disso, como os nematóides são animais relativamente pequenos com ciclos de vida rápidos, os cientistas descobriram que os nematóides são organismos modelo excelentes para estudos genéticos.